# Merkezyeniköy, Yıldızeli
Merkezyeniköy là một xã thuộc huyện Yıldızeli, tỉnh Sivas, Thổ Nhĩ Kỳ. Dân số thời điểm năm 2011 là 78 người.